# Osterrönfeld

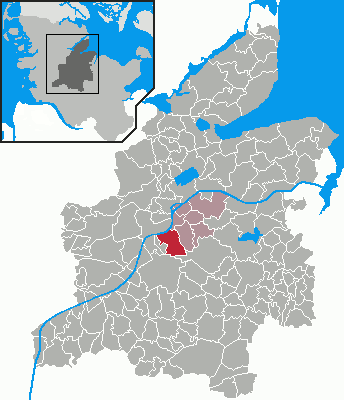
Situation de la commune dans l'arrondissement

Osterrönfeld est une commune d'Allemagne située dans l'arrondissement de Rendsburg-Eckernförde (Schleswig-Holstein).

## Géographie
Osterrönfeld se situe au sud du canal de Kiel en face de la ville de Rendsburg.

## Histoire
Osterrönfeld est mentionné pour la première fois dans un document officiel en 1330.

## Jumelages
- Osten (Oste) (Allemagne)